# Université d'architecture de Pyongyang
L’Université d'architecture de Pyongyang, parfois abrégée en UAP (hangeul : 평양건설건재대학 ; hanja : 平壤建設建材大學) est une université national nord-coréenne en architecture. C'est une institution renommée dans le pays, qui fait de l'enseignement et de la recherche scientifique. Elle est située à Pyongyang en Corée du Nord.

## Historique

### Création
C'est une université nationale de la république populaire démocratique de Corée. 
Elle a été créée le 1er octobre 1953,, de la scission du Département de génie civil de l'Université de technologie Kim Chaek,.

### Nom
À sa création en 1953, elle se nommait « Université de Construction » puis à partir de 1970, elle a été connue sous le nom d'« Université d'architecture et de matériaux de construction » (hangeul : 평양건설건재대학 ; hanja : 平壤建設建材大學). En 1997 son nom change en « Université d'architecture et de matériaux de construction de Pyongyang » et en décembre 2012, Kim Jong-un lui donne son nom actuel « Université d'architecture de Pyongyang »,.

### Réalisation
Les bâtiments conçus et dirigés par l'université d'architecture de Pyongyang sont répartis sur tout le territoire de Corée du Nord.
Selon le Rodong Sinmun, l'organe officiel du Parti du travail de Corée, l'université aurait réalisé plus de 200 plans de conception architecturale, dont le complexe de logements pour les scientifiques travaillant sur le programme de satellites de la Corée du Nord.
Le gymnase de Pyongyang conçu dans les années 1970, la Grande maison des études du peuple conçue dans les années 1980 et le Palais des enfants de Mangyongdae (en) en sont des œuvres représentatives[réf. nécessaire].

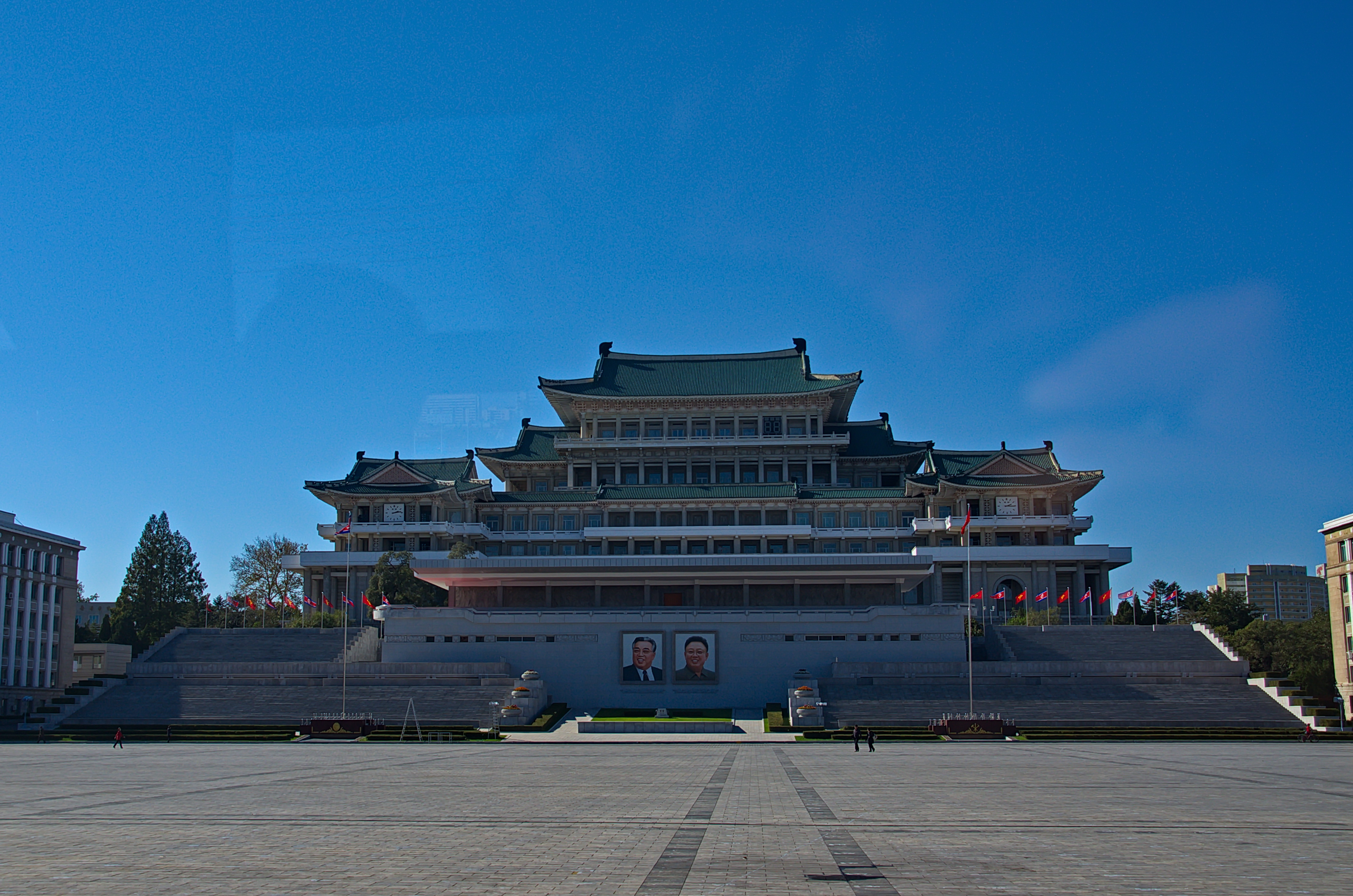
Grande maison des études du peuple, réalisation dans les années 1980 de l'université

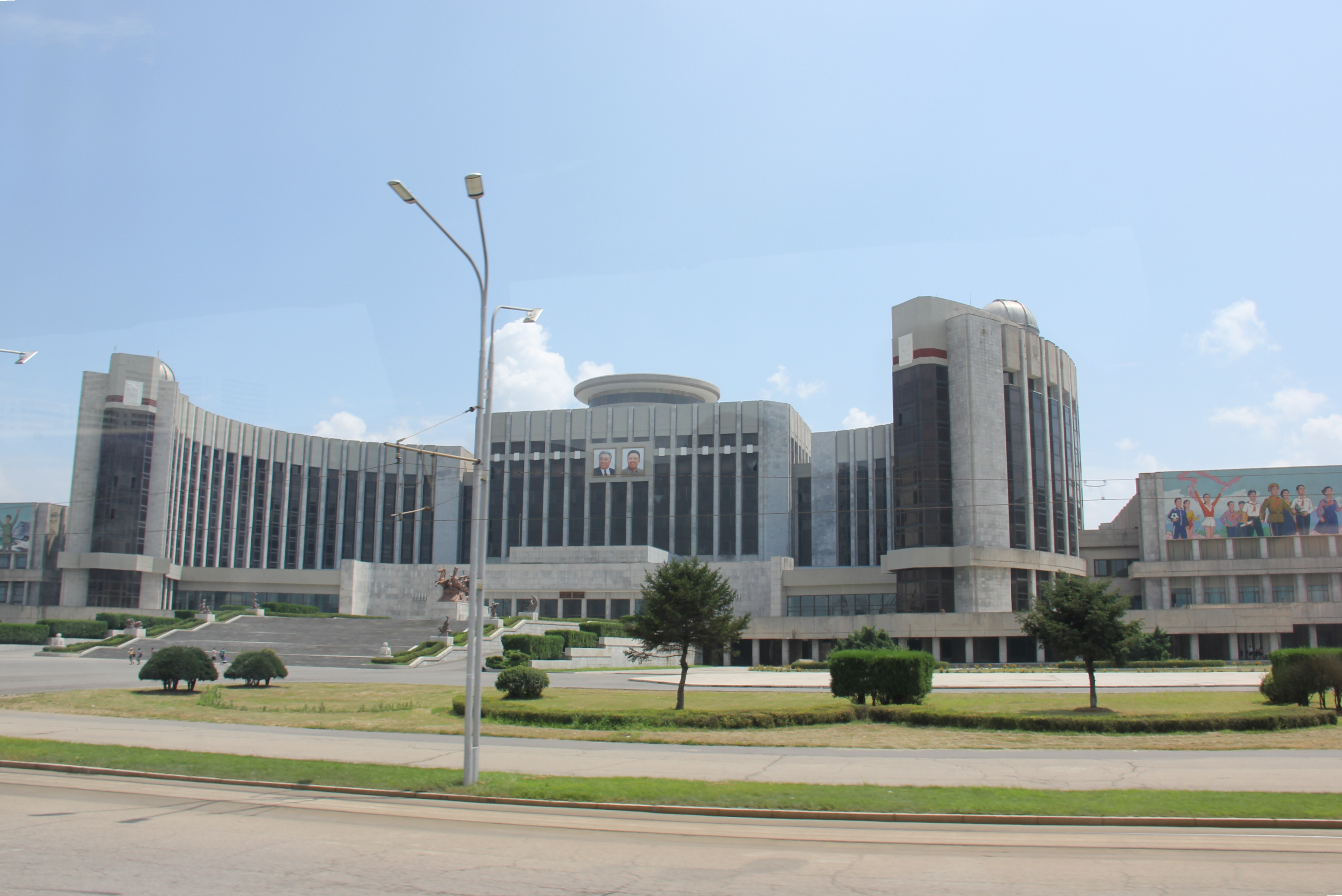
Palais des enfants de Mangyongdae, réalisation dans les années 1990

De 1961 à 2005, l'université a formée plus de 150 professionnels de la construction de haute qualité pour 9 pays, dont la Chine, l'Indonésie, le Vietnam, le Laos, le Cambodge, la Russie, la Syrie et le Mali[réf. nécessaire].
En 1993, elle remporte avec succès l'appel d'offres pour le projet de musée fédéral malaisien et le projet d'urbanisme côtier, ses projets rapportent des devises à l'université et lui ouvre la porte au marché international de la construction[réf. nécessaire].
En 1994, des dizaines d'enseignants de l'université ont fait participer des centaines d'étudiants du département d'urbanisme et du département de verdissement urbain à la planification et à la conception des infrastructures de la zone économique et commerciale Rajin. De cette manière, l'enseignement a été appliqué en pratique, et la combinaison de la théorie et de la pratique favorise à son tour l'amélioration de la qualité de l'enseignement[réf. nécessaire].
En 1996, le plan de conception de l'université a été sélectionné pour le projet de cimetière des héros et martyrs nationaux namibiens. Son enseignement de haut niveau a attiré des étudiants étrangers de nombreux pays pour étudier en Corée du Nord[réf. nécessaire].

### Coopération avec la France
En 2013, un échange se créé avec plusieurs chercheurs français venu faire des études sur le terrain en Corée du Nord. En 2016, à l'initiative de l’EHESS et l’EFEO en collaboration avec l’ENS le programme de recherche « CREAK » (Alternative and creative engagement with North Korean cities) est lancé. Dans ce cadre l'Université d'architecture de Pyongyang est un partenaire du programme et a participé à un atelier à Paris en octobre 2017,.
En 2018, le programme de recherche « CITY-NKOR » reprend la suite du programme « CREAK ». Il associe trois organisations européennes : l'UMR CCJ (notamment le Centre de recherches sur la Corée), l'EFEO et l'Université de Leyde. Ce programme se concentre sur l'analyse d'un sujet peu étudié par la recherche urbaine française et occidentale : la ville asiatique post-socialiste. Dans le cadre de ce programme, des échanges sont effectués entre l'université d'Architecture de Pyongyang et les organisations de City-Nkor, des ateliers en octobre 2018 et octobre 2019 sont organisés entre Paris et Pyongyang,,,.

## Réputation de l'organisation
C'est une université prestigieuse du pays, reconnue pour ses avancées dans le domaine de la recherche scientifique et de la fabrication d'équipements de laboratoire de pointe.
Le Rodong Sinmun qualifie l'université d'« avant-poste pour la construction d'une puissante civilisation ».
Depuis la prise du pouvoir par Kim Jong-un en 2011, le prestige de l'université a fortement augmenté. Lors d'une visite en 2013, le dirigeant nord-coréen Kim Jong-un expliquait « Après avoir réfléchi à l'université dans laquelle je devais m'orienter, j'ai décidé de m'inscrire à l'Université générale d'architecture de Pyongyang en raison de son importance dans la construction d'une société socialiste hautement civilisée ».
Le gouvernement de Corée du Nord a qualifié en ces termes l'institution « L'université d'architecture de Pyongyang a contribué à faire de Pyongyang une ville de classe mondiale à tous égards et à créer une tempête de construction dans les provinces pour transformer l'ensemble du pays en un pays socialiste merveilleux. ».
La plupart des architectes du pays sont formés dans l'université. Certains architectes nord-coréens ont été formé à Paris,.

## Organisation
L’université enseigne 5 disciplines et est organisée en 6 départements, avec plus de 20 disciplines professionnelles, des écoles doctorales, des centres de sciences de l'ingénieur, un institut de recherche polyvalent et 15 laboratoires de recherche, etc.[réf. nécessaire].
Environ 3 000 étudiants et près de 1 000 membres du corps professoral constitue l'effectif de l'organisation[réf. nécessaire].
En novembre 2010, le statut de l'organisation a changé, passant du statut de collège à celui d'université à part entière. En janvier 2014, Kim Jong-un a élevé l'organisation au statut d'« Université Générale », devenant ainsi la quatrième institution du pays avec ce statut.

### Département
Il y a 6 départements[réf. nécessaire] :
- Département d'architecture
- Département de génie de la construction
- Département des matériaux de construction, etc.

### Direction
- Kim Jong-taek[réf. nécessaire]

### Président d'honneur
- Kim Jong-un, président d'honneur[2],[5]

## Système académique
Depuis 2005, le système académique est passé de 5 ans à 4 ans ; l'école doctorale et le Centre des Sciences de l'Ingénieur enseignent des connaissances de haut niveau[réf. nécessaire].

## Élèves notables
- Fan Jinsong, directeur adjoint du Jiangsu International Exchange Center en Chine, diplômé de l'école en 1995 avec un baccalauréat[17].
- Sun Yi (architecte national de première classe), directrice/chef de projet d'A&S International Architectural Design Consulting Co., Ltd., est diplômée de l'école[18].
- Ma Won-chun, directeur de la planification de la Commission de défense nationale[2],[4].